# Brianne Theisen-Eaton
Brianne Theisen-Eaton (ur. 18 grudnia 1988 w Humboldt w prowincji Saskatchewan) – kanadyjska lekkoatletka, wieloboistka.
Studentka Uniwersytetu Oregon w Eugene. Jej mężem oraz partnerem treningowym (u Harry'ego Marry) jest wielokrotny mistrz i rekordzista świata w wielobojach – Amerykanin Ashton Eaton.

## Osiągnięcia
- 17. miejsce (Mistrzostwa Świata Juniorów Młodszych 2005)
- 17. miejsce (Mistrzostwa Świata Juniorów 2006)
- 15. miejsce (Mistrzostwa Świata 2009)
- złoty medal mistrzostw panamerykańskich juniorów (2007)[3]
- srebro mistrzostw świata (Moskwa 2013)
- srebro halowych mistrzostw świata (Sopot 2014)
- złoty medal igrzysk Wspólnoty Narodów (Glasgow 2014)
- srebro mistrzostw świata (Pekin 2015)
- brązowy medal olimpijski (Rio de Janeiro 2016)
- wielokrotna mistrzyni NCAA
- wielokrotna mistrzyni Kanady w różnych kategoriach wiekowych

## Rekordy życiowe
| Konkurencja                     | Wynik     | Miejsce         | Rok  | Uwagi                         |
| ------------------------------- | --------- | --------------- | ---- | ----------------------------- |
| Bieg na 100 metrów przez płotki | 12,93     | Götzis          | 2016 |                               |
| Bieg na 60 metrów przez płotki  | 8,04      | Portland        | 2016 |                               |
| Skok wzwyż                      | 1,89 m    | Götzis          | 2015 |                               |
| Skok wzwyż (hala)               | 1,88 m    | College Station | 2012 |                               |
| Pchnięcie kulą (stadion)        | 13,92     | Santa Barbara   | 2014 |                               |
| Pchnięcie kulą (hala)           | 13,86 m   | Sopot           | 2014 |                               |
| Bieg na 200 metrów              | 23,33     | Götzis          | 2016 |                               |
| Skok w dal                      | 6,72 m    | Götzis          | 2015 |                               |
| Rzut oszczepem                  | 46,38 m   | Des Moines      | 2012 |                               |
| Bieg na 800 metrów              | 2:09,03   | Moskwa          | 2013 |                               |
| Bieg na 800 metrów (hala)       | 2:10,07   | Sopot           | 2014 |                               |
| Siedmiobój                      | 6808 pkt. | Götzis          | 2015 | rekord Kanady                 |
| Pięciobój (hala)                | 4881 pkt. | Portland        | 2016 | były rekord Ameryki Północnej |